# Santa Elena (Jaén)
Santa Elena es un municipio español de la provincia de Jaén, Andalucía.
Tiene una población de 866 habitantes (INE 2024), sobre un término municipal de 144 km². Sus habitantes reciben el gentilicio de santaeleneros.

## Toponimia
Su nombre procede de la emperatriz romana Helena de Constantinopla o Santa Elena.

## Geografía
Santa Elena se sitúa al norte de la provincia de Jaén, lindando con la provincia de Ciudad Real. Se encuentra en el punto de paso entre Andalucía y la Meseta Central, por lo que recibe el sobrenombre de Puerta de Andalucía. Al norte del municipio está el famoso desfiladero de Despeñaperros, paso natural de La Mancha a Andalucía formado por el río Despeñaperros que aprovechan la autovía del Sur (A-4), la antigua carretera N-4 y el ferrocarril. La mayor altura del municipio es la Peña de Malabrigo (1159 metros). A medida que se avanza hacia el sur la altura va descendiendo, estando el pueblo en una zona algo más llana a 743 metros sobre el nivel del mar. El río Despeñaperros marca el límite oriental del municipio, saliendo del mismo a menos de 500 metros de altura poco después desaguar en el río Guarrizas. Al suroeste el relieve es más montañoso que al sureste, con alturas que oscilan entre los 750-800 metros, entre las que serpentea el río Campana.  
| Noroeste: Viso del Marqués (Ciudad Real) | Norte: Viso del Marqués (Ciudad Real) | Noreste: Viso del Marqués (Ciudad Real) |
| Oeste: La Carolina                       |                                       | Este: Aldeaquemada, Vilches             |
| Suroeste: La Carolina                    | Sur: La Carolina                      | Sureste: Vilches                        |

## Naturaleza
La parte norte de su término municipal se encuentra dentro del parque natural de Despeñaperros que se trata de un terreno montañoso en la cara sur de Sierra Morena. En el parque natural se encuentran también el puerto del Muradal, que formaba parte del antiguo camino de Andalucía desde La Mancha, y la histórica Cueva de los Muñecos.
Señalar el monumento natural de Los Órganos así como la Zona de Especial Conservación (Z.E.C.) de las cuencas del Rumblar, Guadalen y Guadalmena.
Se puede realizar los senderos Estrecho de Miranda por el parque natural de Despenaperros y el GR-48 de sierra Morena.

## Historia

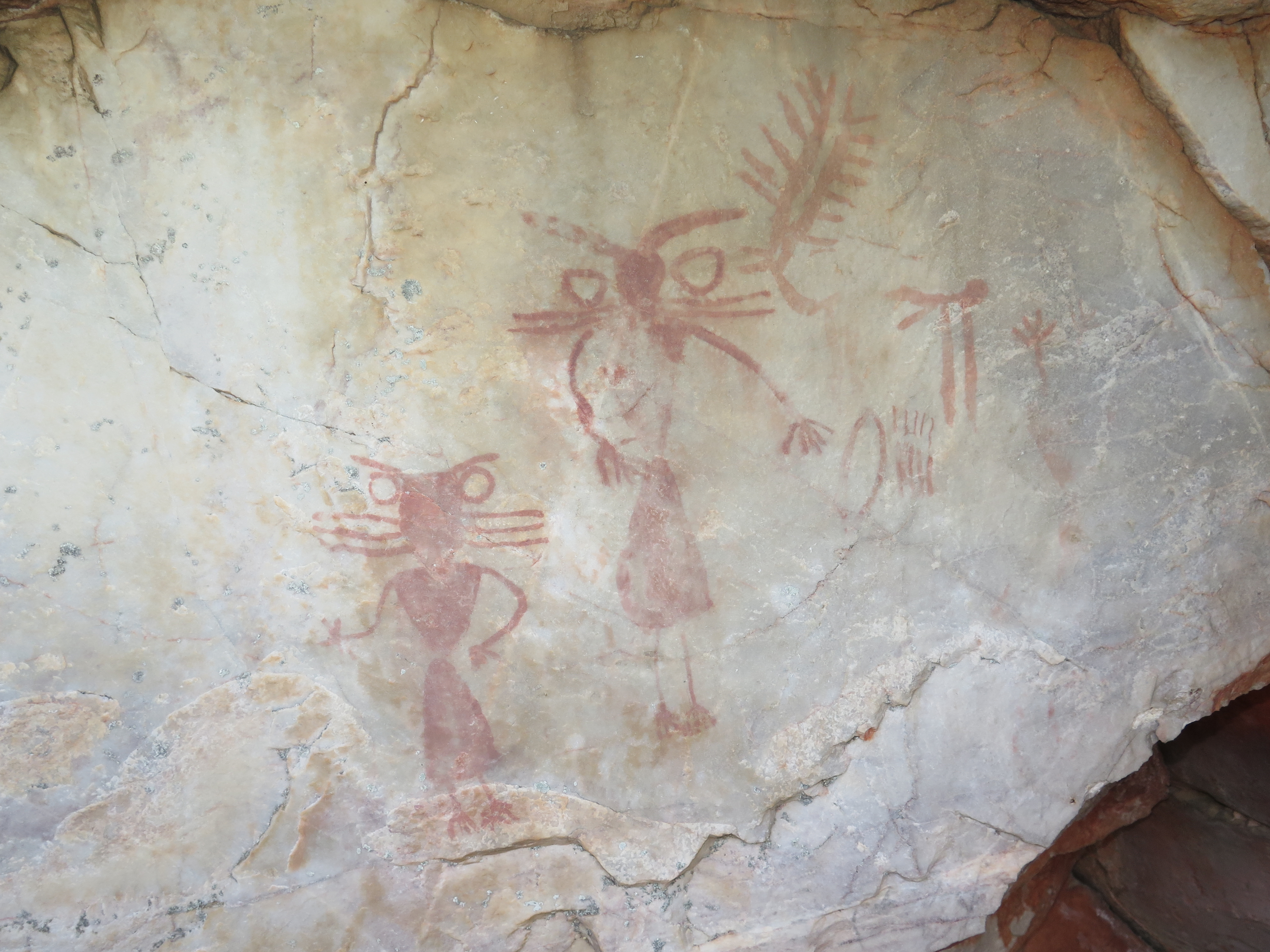
Emblema del arte esquemático ibérico de de Vacas del Retamoso con una antigüedad del quinto milenio a. C. conocidas como Las Sacerdotisas. Destruidas por acción vandálica con pintura en spray en diciembre de 2021.

La zona estuvo habitada desde época prehistórica, como muestran las pinturas rupestres de más de 5000 años de antigüedad, que fueron declaradas Patrimonio Mundial por la UNESCO en 1998. Lamentablemente, las pinturas de la Cueva de los Escolares han sufrido graves daños
En tiempo de los íberos se encontraba en las inmediaciones de Santa Elena uno de sus grandes centros de culto, el Santuario del Collado de los Jardines, en el que aparecieron una gran cantidad de exvotos ibéricos (pequeñas estatuillas que se ofrecían a los dioses). En la zona superior de este asentamiento, sobre una meseta, hay un amplio conjunto de estructuras que debieron formar un poblado tanto en época ibérica, como en la romana y medieval.
El santuario es también conocido como cueva de los muñecos y fue utilizado por los romanos para el culto religioso hasta finales del siglo IV.
Del antiguo poblamiento de su término municipal son testigos tanto las innumerables pinturas rupestres encontradas, esquemáticas y levantinas, como los abundantes exvotos ibéricos encontrados sobre todo en refugios excavados en las crestas cuarcíticas de Despeñaperros como es el Collado de los Jardines, verdadero santuario ibérico.
Dado que en las inmediaciones de la localidad se disputó la batalla de las Navas de Tolosa, esta localidad está muy ligada a la misma —de hecho existe en las cercanías el Museo de la batalla de las Navas de Tolosa— y el mismo campo de batalla donde se encuentran gran cantidad de objetos de la contienda. Puerta de la conquista de las tierras del sur por parte de la Corona de Castilla y donde, en el escenario de la lucha, mandó construir el rey Alfonso VIII una ermita en honor de la Santa Cruz y una venta-castillo denominada los palacios, para conmemorar el triunfo sobre los almohades. Forma parte de la Ruta de los Castillos y las Batallas.De esta célebre batalla toma su patronazgo la Emperatriz Santa Elena.

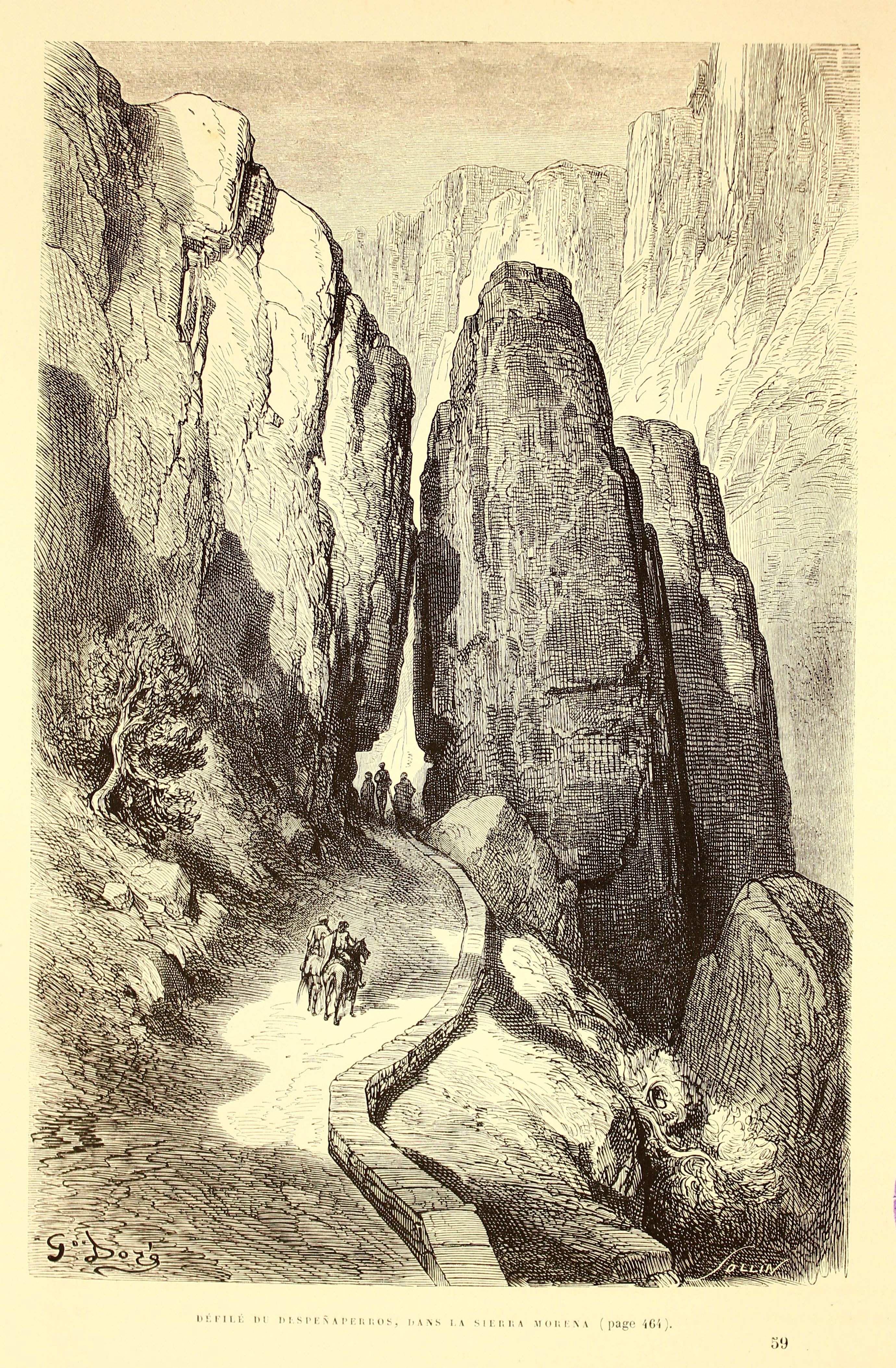
Desfiladero de Despeñaperros en Voyage en Espagne (1875) obra del barón Davillier.

Aunque sería Carlos III, por medio de su Intendente Olavide, quien tomando nombre de aquella iglesia, fundó una de las Nuevas Poblaciones en 1767, con los colonos agricultores de Centroeuropa, franceses, alemanes y flamencos, con la intención de establecer población y generar riqueza en los despoblados parajes de Sierra Morena y a la vez asegurar el reciente paso de Despeñaperros (Camino de Madrid a Cádiz), además de otra serie de utopías como la instalación y funcionamiento de una sociedad rural modelo basada en núcleos urbanos igualitarios y fundada en el trabajo de la tierra como principal fuente de riqueza. Es la única Nueva Población que no tiene de patrona a la Inmaculada Concepción, siendo en este caso patrona y alcaldesa perpetua la Emperatriz Santa Elena.
A finales del siglo XIX se inauguraron las estaciones de ferrocarril de Santa Elena y Las Correderas de la línea férrea Manzanares-Córdoba. 
Durante el último tercio del siglo XX, incluso tras una reforma en 1983 que supuso el desdoblamiento de la carretera, el paso de Despeñaperros de la N-IV se convirtió en uno de los puntos de más accidentes de toda la red nacional de carreteras debido a la sucesión de curvas, la alta intensidad de tráfico y la circulación de camiones de gran tonelaje que sufrían el efecto tijera, con una limitación de 50 km/hora debido a lo sinuoso del trazado. En 2012 se completó el túnel de Despeñaperros que supuso la finalización de la modernización de la autovía del Sur a su paso por el parque natural de Despeñaperros, obra de ingeniería mediante túneles y viaductos de coste estimado en 245 millones de euros.
A principios del siglo XXI se ha producido la destrucción intencionada de parte del valioso patrimonio de Santa Elena que constituyen las pinturas rupestres de cinco milenios de antigüedad que se encuentran en cuevas y abrigos rocosos, catalogados Patrimonio de la Humanidad por la Unesco como parte del arte rupestre del arco mediterráneo de la península ibérica. En 2014 las pinturas del arte esquemático ibérico situadas en la Cueva de Los Escolares sufrieron un intento de robo que las dañó irreversiblemente. En 2021 Las Sacerdotisas, emblema del arte rupestre, situadas en el abrigo de Vacas del Retamoso fueron destruidas con pintura en spray.

## Geografía humana

### Demografía
Cuenta con una población de 866 habitantes (INE 2024).
| Gráfica de evolución demográfica de Santa Elena entre 1842 y 2021                                                     |
| |
| Población de derecho según los censos de población del INE. Población de hecho según los censos de población del INE. |

## Organización político-administrativa
| Elecciones municipales desde 1979                      |      |      |      |      |      |      |      |      |      |      |      |      |
|                                                        | 1979 | 1983 | 1987 | 1991 | 1995 | 1999 | 2003 | 2007 | 2011 | 2015 | 2019 | 2023 |
| PSOE                                                   | 5    | 6    | 6    | 7    | 6    | 6    | 6    | 6    | 3    | 4    | 4    | 4    |
| AP/PP                                                  | -    | 3    | 3    | 2    | 3    | 3    | 3    | 3    | 6    | 5    | 3    | 3    |
| VOX                                                    | -    | -    | -    | -    | -    | -    | -    | -    | -    | -    | 0    | -    |
| PCE/IU                                                 | 1    | 0    | 0    | -    | 0    | 0    | -    | -    | -    | 0    | -    | -    |
| UCD                                                    | 3    | -    | -    | -    | -    | -    | -    | -    | -    | -    | -    | -    |
| En negrilla el partido más votado                      |      |      |      |      |      |      |      |      |      |      |      |      |
| Fuente: Datos de las elecciones municipales desde 1979 |      |      |      |      |      |      |      |      |      |      |      |      |

### Alcaldía
| Periodo   | Nombre                  | Partido                           |
| --------- | ----------------------- | --------------------------------- |
| 1979-1983 | Eusebio Camacho Morales |                                   |
| 1983-1987 | Manuel Noguera Orellana |                                   |
| 1987-1991 | Manuel Noguera Orellana |                                   |
| 1991-1995 | Manuel Noguera Orellana |                                   |
| 1995-1999 | Manuel Noguera Orellana |                                   |
| 1999-2003 | Manuel Noguera Orellana |                                   |
| 2003-2007 | Manuel Noguera Orellana |                                   |
| 2007-2011 | Manuel Noguera Orellana |                                   |
| 2011-2015 | Juan Caminero Bernal    | Logo del PP desde 2008 hasta 2015 |
| 2015-2019 | Juan Caminero Bernal    | Logo del PP desde 2008 hasta 2015 |
| 2019-2023 | Ramón Coloma González   |                                   |
| 2023-act. | Ramón Coloma González   |                                   |

## Economía

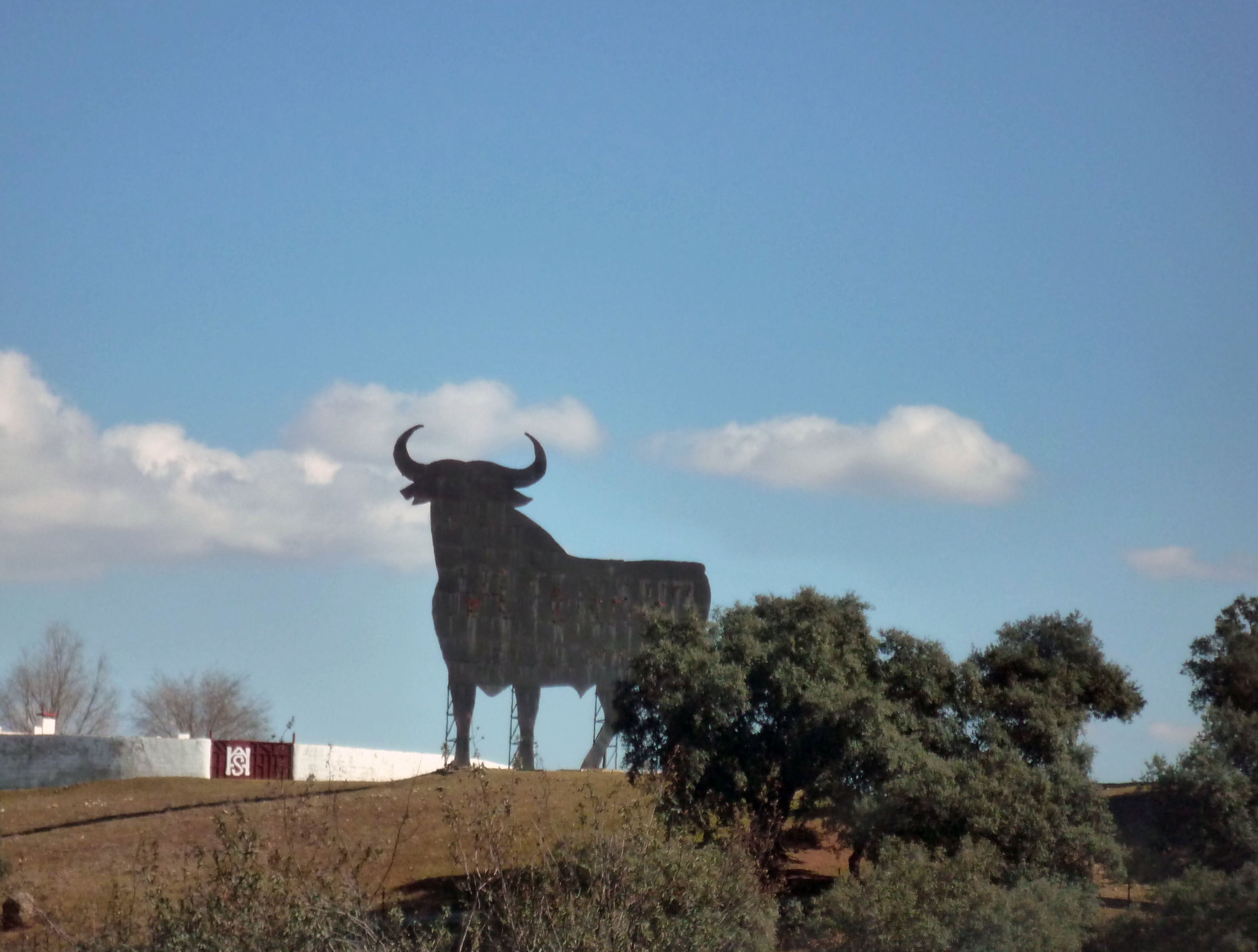
Toro de Osborne n°12

Al contrario que la mayoría de la provincia, la economía santaelenera no se centra en la agricultura ni en el monocultivo del olivar, ya que apenas un 1% de sus tierras están dedicadas a cultivos.
La mayoría de su término municipal es monte, siendo predominantes las actividades forestales y ganaderas, especialmente el ganado bovino y ganadería brava.
Debido al intenso tráfico soportado en la zona, con la travesía de la Autovía de Andalucía, la oferta hostelera y el desarrollo del turismo se han acrecentado hasta adquirir cierta importancia en la economía de la zona.

### Evolución de la deuda viva municipal
| Gráfica de evolución de Deuda viva del Ayuntamiento de Santa Elena entre 2008 y 2019                                |
| |
| Deuda viva del Ayuntamiento de Santa Elena en miles de Euros según datos del Ministerio de Hacienda y Ad. Públicas. |

## Comunicaciones
Su término municipal está atravesado por la Autovía del Sur entre los pK 246 y 263. Señalar la J-6110 a Aldeaquemada, la JA-7101 a la Estación de Santa Elena y la JV-121 a Miranda del Rey y el antiguo trazado de la N-4a.

## Infraestructuras y equipamientos

### Sanidad
Cuenta con un consultorio médico y se encuentra en el área de influencia del Hospital San Agustín de Linares.

### Educación
Cuenta con el CEIP Carlos III, adscrito a los Institutos de Enseñanza Secundaria de La Carolina. Está dotada además de la escuela de adultos Martín Alhaja.

### Fuerzas y cuerpos de seguridad del Estado
Está dotada con un puesto de la Guardia Civil.

## Fiestas
- 16 de julio: Fiesta de la Batalla de las Navas de Tolosa.
- 15 al 22 de agosto: Feria y Fiestas en honor a la patrona Santa Elena.
- 12 de mayo: Romería de San Isidro.
- 30 de enero: Fiestas de la Candelaria.
- 8 de diciembre: Mercado Colono.
- 4 de junio: Fiesta del Corpus Christi.